# Eunice kristiani
Eunice kristiani är en ringmaskart som beskrevs av Hartmann-Schröder och Zibrowius 1998. Eunice kristiani ingår i släktet Eunice och familjen Eunicidae. Inga underarter finns listade i Catalogue of Life.